# Caroline Bammel
Caroline Penrose Bammel (née Hammond ; 6 juillet 1940 - 31 octobre 1995), également connue sous le nom de Caroline Hammond Bammel, est une historienne ecclésiastique, classique et universitaire anglaise, spécialisée dans l'histoire du christianisme primitif. Elle est membre du Girton College de Cambridge de 1968 à 1995 et chargée de cours en histoire de l'Église primitive à l'Université de Cambridge de 1992 à 1995.

## Jeunesse et éducation
Bammel est née le 6 juillet 1940 à Falmouth, Cornouailles, Angleterre . Elle rencontre son père, Nicholas Geoffroy Hammond, pour la première fois à l'âge de cinq ans alors qu'il était parti combattre pendant la Seconde Guerre mondiale .
Elle fait ses études à Clifton High School, puis une école indépendante pour filles à Clifton, Bristol . En octobre 1959, elle s'inscrit au Girton College de Cambridge pour étudier les classiques  avec comme tuteurs Alison Duke et Robert Runcie . Elle obtient un baccalauréat ès arts (BA) de deuxième classe en 1962 ,.
Bammel reste au Girton College pour rechercher "la continuité et la discontinuité entre le monde grec et latin" classique "et les nouvelles attitudes mises en place lorsque les habitants de l'Empire romain sont devenus chrétiens"  et obtient son doctorat en philosophie (PhD) en 1966 . Son directeur de thèse est Henry Chadwick et sa thèse s'intitule « La tradition manuscrite du commentaire d'Origène sur les Romains dans la traduction latine de Rufin ».

## Carrière académique
Pour l'année universitaire 1965/1966, Bammel est chercheur associé Alexander von Humboldt à l'Université de Munich . Là, elle assiste au séminaire d'études supérieures dirigé par Bernhard Bischoff sur l'hagiographie .
Bammel retourne ensuite au Girton College de Cambridge et occupe une bourse de recherche pendant les deux années suivantes . En 1968, elle est élue membre du Girton College  et est chargée de cours d'université en classiques . Elle est également nommée directrice des études en théologie en 1976 . En 1975, elle rejoint également le personnel de la Faculté de théologie  et est chargée de cours adjointe de 1975 à 1980, conférencière de 1980 à 1992 et lectrice en histoire de l'Église primitive à partir de 1992 .
Les recherches de Bammel concernent l'histoire du christianisme primitif . Elle s'est particulièrement intéressée à Origène, le théologien grec des premiers chrétiens, et à d'autres écrivains des premiers chrétiens ,.
En 1994, Bammel est élue membre de la British Academy (FBA), l'académie nationale des sciences humaines et sociales du Royaume-Uni .

## Vie privée
En 1979, alors Caroline Hammond, elle épouse Ernst Bammel . Elle a appris l'allemand pendant ses études de premier cycle et devient fluide au cours de son année de recherche en Allemagne ,. Comme son mari est allemand, ils parlent principalement l'allemand à la maison . Ils n'ont pas d'enfants .
À la fin de la quarantaine, Bammel reçoit un diagnostic de cancer en phase terminale . Le 31 octobre 1995, après plusieurs années de vie avec la maladie, elle est décédée à Cambridge, en Angleterre, à 55 ans ,. Elle est enterrée dans la tombe de la famille Bammel à Kessenich, Bonn, Allemagne .

## Travaux
- (de) Caroline P. Hammond Bammel, Der Römerbrieftext des Rufin und seine Origenes-Übersetzung, Freiburg im Breisgau, Herder, 1985 (ISBN 978-3451004940)
- Christian faith and Greek philosophy in late antiquity: essays in tribute to George Christopher Stead: in celebration of his Eightieth birthday, 9th April 1993, Leiden, Brill, 1993 (ISBN 978-9004096059)
- C. P. Bammel, Tradition and exegesis in early Christian writers, Aldershot, Hampshire, Variorum, 1995 (ISBN 978-0860784944)
- (de) Caroline P. Hammond Bammel, Origeniana et Rufiniana, Freiburg im Breisgau, Herder, 1996 (ISBN 978-3451219436)